# Dephomys defua
Dephomys defua је врста глодара из породице мишева (Muridae).

## Распрострањење
Ареал врсте покрива средњи број држава. Врста има станиште у Обали Слоноваче, Гани, Гвинеји, Либерији и Сијера Леонеу.

## Станиште
Станишта врсте су шуме, мочварна подручја и слатководна подручја.

## Угроженост
Ова врста је наведена као последња брига, јер има широко распрострањење и честа је врста.